# 1981-es Formula–1 brazil nagydíj
A brazil nagydíj volt az 1981-es Formula–1 világbajnokság második futama.

## Futam
| Helyezés | #  | Versenyző           | Csapat/Motor    | Körök | Idő/Kiesés oka  | Rajthely | Pontszám |
| -------- | -- | ------------------- | --------------- | ----- | --------------- | -------- | -------- |
| 1        | 2  | Carlos Reutemann    | Williams-Ford   | 62    | 2:00:23,66      | 2        | 9        |
| 2        | 1  | Alan Jones          | Williams-Ford   | 62    | + 4,44          | 3        | 6        |
| 3        | 29 | Riccardo Patrese    | Arrows-Ford     | 62    | + 1:03,08       | 4        | 4        |
| 4        | 14 | Marc Surer          | Ensign-Ford     | 62    | + 1:17,03       | 18       | 3        |
| 5        | 11 | Elio de Angelis     | Lotus-Ford      | 62    | + 1:26,42       | 10       | 2        |
| 6        | 26 | Jacques Laffite     | Ligier-Matra    | 62    | + 1:26,83       | 16       | 1        |
| 7        | 25 | Jean-Pierre Jarier  | Ligier-Matra    | 62    | + 1:30,25       | 23       |          |
| 8        | 7  | John Watson         | McLaren-Ford    | 61    | + 1 kör         | 15       |          |
| 9        | 20 | Keke Rosberg        | Fittipaldi-Ford | 61    | + 1 kör         | 12       |          |
| 10       | 33 | Patrick Tambay      | Theodore-Ford   | 61    | + 1 kör         | 19       |          |
| 11       | 12 | Nigel Mansell       | Lotus-Ford      | 61    | + 1 kör         | 13       |          |
| 12       | 5  | Nelson Piquet       | Brabham-Ford    | 60    | + 2 kör         | 1        |          |
| 13       | 4  | Ricardo Zunino      | Tyrrell-Ford    | 57    | + 5 kör         | 24       |          |
| HN       | 3  | Eddie Cheever       | Tyrrell-Ford    | 49    | Helyezés nélkül | 14       |          |
| HN       | 23 | Bruno Giacomelli    | Alfa Romeo      | 40    | Helyezés nélkül | 6        |          |
| Kiesett  | 27 | Gilles Villeneuve   | Ferrari         | 25    | Turbo           | 7        |          |
| Kiesett  | 6  | Héctor Rebaque      | Brabham-Ford    | 22    | Kicsúszás       | 11       |          |
| Kiesett  | 15 | Alain Prost         | Renault         | 20    | Ütközés         | 5        |          |
| Kiesett  | 30 | Siegfried Stohr     | Arrows-Ford     | 20    | Baleset         | 21       |          |
| Kiesett  | 28 | Didier Pironi       | Ferrari         | 19    | Ütközés         | 17       |          |
| Kiesett  | 8  | Andrea de Cesaris   | McLaren-Ford    | 9     | Motorhiba       | 20       |          |
| Kiesett  | 16 | René Arnoux         | Renault         | 0     | Ütközés         | 8        |          |
| Kiesett  | 22 | Mario Andretti      | Alfa Romeo      | 0     | Ütközés         | 9        |          |
| Kiesett  | 21 | Chico Serra         | Fittipaldi-Ford | 0     | Ütközés         | 22       |          |
| Kizárva  | 9  | Jan Lammers         | ATS-Ford        |       |                 |          |          |
| Kizárva  | 32 | Beppe Gabbiani      | Osella-Ford     |       |                 |          |          |
| Kizárva  | 31 | Miguel ángel Guerra | Osella-Ford     |       |                 |          |          |
| Kizárva  | 18 | Eliseo Salazar      | Osella-Ford     |       |                 |          |          |
| Kizárva  | 14 | Ricardo Londono     | Ensign-Ford     |       |                 |          |          |
| Kizárva  | 17 | Derek Daly          | March-Ford      |       |                 |          |          |

## A világbajnokság élmezőnyének állása a verseny után
| H  | Versenyzők       | Pont | H  | Konstruktőrök | Pont |
| -- | ---------------- | ---- | -- | ------------- | ---- |
| 1. | Alan Jones       | 15   | 1. | Williams-Ford | 30   |
| 2. | Carlos Reutemann | 15   | 2. | Brabham-Ford  | 4    |
| 3. | Nelson Piquet    | 4    | 3. | Arrows-Ford   | 4    |
| 4. | Riccardo Patrese | 4    | 4. | Alfa Romeo    | 3    |
| 5. | Mario Andretti   | 3    | 5. | Ensign-Ford   | 3    |
| 6. | Marc Surer       | 3    | 6. | Tyrrell-Ford  | 2    |

## Statisztikák
Vezető helyen:
- Carlos Reutemann: 62 (1-62)

Carlos Reutemann 11. győzelme, Nelson Piquet 3. pole-pozíciója, Marc Surer egyetlen leggyorsabb köre.
- Williams 13. győzelme.